# Pandemia de COVID-19 en Transnistria
Se confirmó que la pandemia de COVID-19 llegó a Transnistria (reconocida internacionalmente como parte de Moldavia) el 21 de marzo de 2020. Fueron registrados en las ciudades de Bender y Rîbnița.

## Antecedentes
El 12 de enero de 2020, la Organización Mundial de la Salud (OMS) confirmó que un nuevo coronavirus era la causa de una enfermedad respiratoria en un grupo de personas de Wuhan, Hubei, China, el virus fue reportado a la OMS el 31 de diciembre de 2019.
La tasa de mortalidad del COVID-19 ha sido mucho más baja que la del SARS de 2003, pero la transmisión ha sido significativamente mayor, con un número total de muertes significativo.

## Cronología

### Marzo de 2020
- 13 de marzo: el gobierno de Transnistria prohibió todas las reuniones públicas.[9]
- 17 de marzo: El gobierno anunció el cierre de todos los jardines de infancia, escuelas, colegios y universidades hasta el 5 de abril.[10]  La entrada de ciudadanos extranjeros (incluidos los moldavos) al territorio de Transnistria también fue prohibida por un período de 19 días.[11]
- 21 de marzo: Se anunciaron los dos primeros casos positivos de COVID-19 en Transnistria .[12]
- 24 de marzo : El gobierno anunció la suspensión del transporte público.[13]
- 25 de marzo: Según el canal de televisión TV PMR , el Gobierno informó que había siete personas infectadas por el coronavirus , entre ellas dos menores.[14]
- 30 de marzo: Por decreto del Ministerio del Interior de Transnistria , durante el estado de emergencia, todos los ciudadanos deben portar un documento de identidad y un permiso especial para estar fuera de sus hogares.[15]
- 31 de marzo: una mujer de 55 años de Tiraspol que sufría de problemas cardíacos y diabetes es la primera víctima mortal de COVID-19 en Transnistria . En el momento de su muerte, se encontraba en una unidad de cuidados intensivos conectada a un ventilador.[16]

### Abril de 2020
- 4 de abril: El gobierno de Transnistria introdujo una prohibición a la exportación de productos alimenticios.[17]
- 14 de abril : El uso de mascarillas en lugares públicos se vuelve obligatorio. Se advirtió a las personas sin máscaras que se les restringiría el acceso a tiendas, farmacias y mercados de alimentos.[18]
- 21 de abril: el presidente Vadim Krasnoselsky canceló el desfile del Día de la Victoria en la plaza Suvorov.[19]